# Alice Oldham
Alice Oldham (1850-1907) foi uma das Nove Graças, as primeiras nove mulheres com uma pós-graduação na universidade com uma licenciatura na Grã-Bretanha ou Irlanda. Oldham foi uma líder da campanha para o ensino superior de mulheres na Irlanda e, em particular, da campanha para ganhar a admissão de mulheres para o Trinity College, em Dublin.